# Gloire à Dieu
Pour les articles homonymes, voir Gloria.

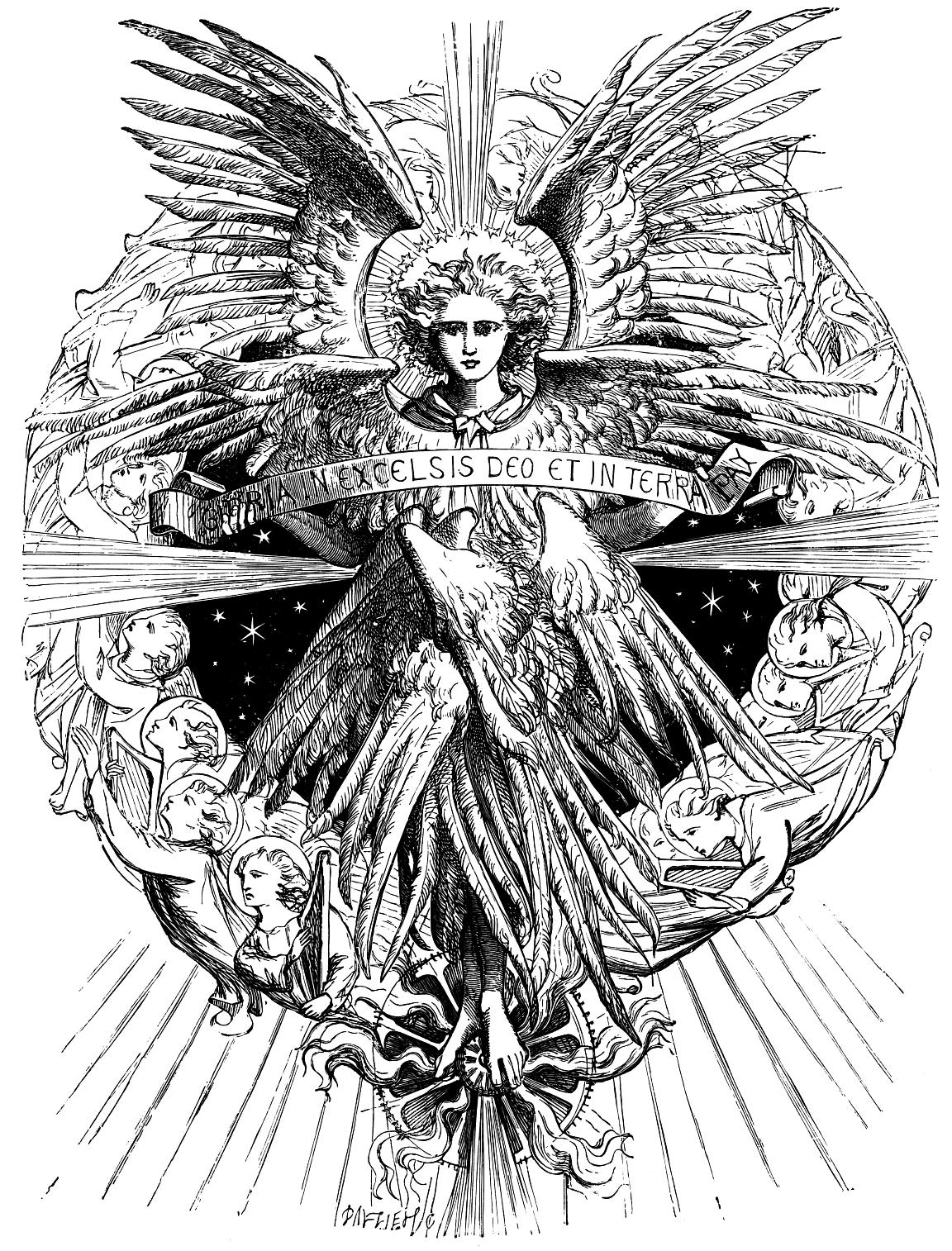
Anges avec un phylactère contenant la formule : « Gloria in Excelsis Deo et in terra pax » (1901).

Le Gloria in excelsis Deo, ou Gloire à Dieu, est une hymne liturgique chrétienne, chantée au cours de la célébration de la  messe catholique.

## Description

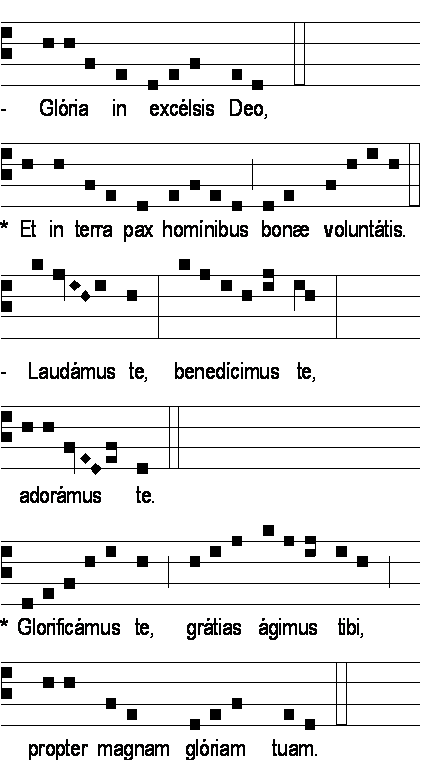
Les premiers versets du Gloria VIII. Cette partie s'adresse au Père.

Chant de louange à la Sainte Trinité énumérant les qualités des trois personnes divines, le Gloria in excelsis est une hymne dont les premières paroles reprennent le chant des anges à Bethléem (Évangile selon saint Luc 2, 13-14) - d’où son nom d’ « hymne angélique » - avec une légère variante sur « au plus haut » : la Vulgate emploie le terme altissimis (sens physique ou géographique) et non excelsis (suprême) comme le fait le Gloria.
Le reste de l'hymne a été écrit pour en faire une doxologie complète : chaque personne de la Trinité y est citée. La mention du Saint-Esprit y est à vrai dire très courte, et d'un ajout tardif : à l'origine le chant était plutôt construit comme une litanie invoquant le Christ.
L'hymne se caractérise notamment de plusieurs liens avec les versions en grec, ancienne ainsi que médiévale. Ainsi, les versets suivent un rythme parallèle, beaucoup plus manifeste en grec, où l'on a par exemple :
Kyrie basileu epouranie ;
Thee pater pantokrator.
De surcroît, le Gloria XIV du Vatican est issu d'une version en grec, exécutée au Moyen Âge auprès des églises catholiques en Franconie.
Il s'agit également, avec les Te Deum, Te decet laus, de l'une des trois hymnes non mesurées, en prose ou in directum en latin. C'est-à-dire, le chant manquant de refrain. D'ailleurs, l'hymne Te Deum est partiellement liée à celle de Gloria. En effet, les versets 24 - 26 de Te Deum se trouvent dans quelques manuscrits de Gloria en grec ainsi qu'en latin.

## Texte
| Texte latin (version en usage)                             | Traduction française (traduction liturgique en usage)                  |
| ---------------------------------------------------------- | ---------------------------------------------------------------------- |
| Glória in excélsis Deo,                                    | Gloire à Dieu, au plus haut des cieux                                  |
| et in terra pax homínibus bonae voluntátis.                | et paix sur la Terre aux hommes qu'il aime.                            |
| Laudámus te, benedícimus te, adorámus te, glorificámus te, | Nous te louons, nous te bénissons, nous t'adorons, nous te glorifions, |
| grátias ágimus tibi propter magnam glóriam tuam,           | nous te rendons grâce pour ton immense gloire,                         |
| Dómine Deus, Rex cæléstis, Deus Pater omnípotens.          | Seigneur Dieu, Roi du Ciel, Dieu le Père tout-puissant.                |
| Dómine Fili Unigénite, Iesu Christe,                       | Seigneur Fils unique Jésus-Christ,                                     |
| Dómine Deus, Agnus Dei, Fílius Patris,                     | Seigneur Dieu, Agneau de Dieu, le Fils du Père,                        |
| qui tollis peccáta mundi, miserére nobis;                  | Toi qui enlèves les péchés du monde, prends pitié de nous.             |
| qui tollis peccáta mundi, súscipe deprecatiónem nostram;   | Toi qui enlèves les péchés du monde, reçois notre prière.              |
| qui sedes ad déxteram Patris, miserere nobis.              | Toi qui es assis à la droite du Père, prends pitié de nous.            |
| Quóniam tu solus Sanctus, tu solus Dóminus,                | Car Toi seul es Saint, toi seul es Seigneur,                           |
| tu solus Altíssimus, Iesu Christe,                         | toi seul es le Très-Haut, Jésus-Christ,                                |
| cum Sancto Spíritu, in glória Dei Patris.                  | avec le Saint Esprit, dans la gloire de Dieu le Père.                  |
| Amen.                                                      | Amen.                                                                  |

## Histoire
C'était à l'origine une prière des laudes, composée en grec dans l'Église d'Orient (où une version plus tardive du VIe siècle est encore en usage). La version latine reprend le texte grec d'origine, en ajoutant « Tu solus altissimus » et « Cum sancto Spiritu ». Le texte grec était plus long, et continuait par « je te louerai chaque jour, et glorifierai ton nom à jamais », suivi d'une dizaine de versets tirés des Psaumes, avant de s'achever par le Trisagion (qui a donné le texte du Sanctus) et la doxologie finale.
Auprès de l'Église en Occident, le Gloria fut introduit dans la messe de la nuit de Noël au IIe siècle par le pape Télesphore, ou au début du VIe. Comme la liturgie en Occident resta en grec durant les premiers trois siècles, dans le premier cas, l'hymne Gloria demeurait en grec. La version latine ne remonte donc qu'au IVe siècle ou plus tard.
Au Moyen Âge, l'hymne était singulièrement réservée au pape puis aux évêques. Ensuite, à partir du XIIe siècle, son emploi est généralisé à tous les prêtres pour tous les dimanches et fêtes, à l'exception des dimanches de l'Avent et du Carême.

## Manuscrit
Le texte le plus ancien en latin se trouve, tout comme le Te Deum, dans le dit antiphonaire de Bangor. Il s'agit d'un antiphonaire, copié vers 680 en Irlande, et livre de chant irlandais, qui disparut avant que le neume ne soit inventé. Le manuscrit, actuellement conservé à la Bibliothèque Ambrosienne à Milan, est un témoin d'usage de cet hymne auprès des monastères adoptant la règle de saint Colomban.
- Antiphonaire de Bangor, folio 33r [116] [texte en ligne : AD VESPERUM ET AD MATUTINAM. Gloria in excelsis Deo, et in terra pax hominibus bonæ voluntatis. ...]

Au regard du répertoire grégorien, la bibliothèque de l'abbaye de Saint-Gall possède un livre de chant sans notation, le plus ancien et copié vers 820 - 830 (manuscrit Saint-Gall 20).
- Psalterium Gallicanum avec Cantica, dit Psautier de Wolfcoz, folio 356 [manuscrit en ligne : HYMNUS ANGELICIS LAUDIBUS ... Gloria in excelsis Deo & in terra pax hominib; bone volunta. ...]

L'hymne était exactement réservé aux laudes. Il est intéressant que dans les folios 354, 355 et 356, tous les hymnes grégoriens en prose se trouvent successivement, à savoir les Te Deum, Te decet laus et Gloria.

## Emploi liturgique
Quand il doit être chanté au cours de la messe, le Gloria prend place après le Kyrie, juste avant la prière d'ouverture, ou Collecte. Actuellement, dans l'église catholique romaine, le Gloria est chanté aux dimanches en dehors de l'Avent et du Carême ainsi qu'aux messes de solennité et de fête.
Le nouveau rituel du mariage prévoit qu'il soit dit ou chanté dans le cas d'un mariage célébré au cours de la messe.
Habituellement entonné par le prêtre, ou le chantre, c'est l'assemblée tout entière qui le chante (souvent en alternance avec une schola)
Dans le répertoire grégorien, le style du Gloria est le plus souvent syllabique, mais varie d'un style psalmodique (comme le Gloria ambrosien) à un style presque neumatique. À savoir, l'hymne se compose des notes longues et importantes ainsi que des notes secondaires, légères et moins importantes, dont la variété assure une bonne musicalité, au contraire du plain-chant. Mais il est facile que les fidèles chantent les Gloria. Étant un chant d'assemblée, et relativement long, les formules de type mélismatique n'y seraient pas opportunes : il n'y a généralement qu'un court ornement sur l'« Amen » final.

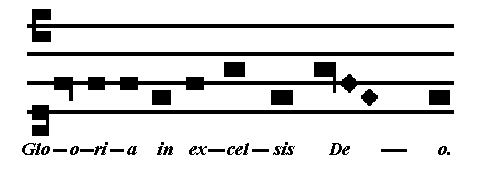
Notes principales et notes secondaires.

## Œuvres

### Chant vieux-romain
Découvert en 1952 à Londres, le dit Graduel de Saint-Cécile du Transtévère, copié en 1071 à Rome, contient deux versions du Gloria du chant vieux-romain. Il s'agissait du graduel officiel du Saint-Siège jusqu'au début du XIIIe siècle :
- Graduel de Saint-Cécile du Transtévère, Fondation Martin Bodmer, manuscrit Bodmer 74 :
Gloria in excelsis Deo, version standard, folio 78v [manuscrit en ligne]
Gloria in excelsis Deo, version longue renforcée de versets, folios 120v - 121r [manuscrit en ligne]

### Chant grégorien

#### Gloria primus
La création de la plupart des chants grégoriens authentiques fut effectuée aux IXe et Xe siècles. Concernant le Gloria, une version très ornée se trouve dans de nombreux manuscrits de ces deux siècles. Les musicologues en appellent Gloria A ou Gloria primus. Il s'agirait de la mélodie issue de l'ancien Gloria byzantin .
Toutefois, cette version disparut dans les manuscrits tardifs, sans être adoptée par le graduel romain. D'une part, celle-ci était trop longue, à la différence des œuvres suivantes, pour être exécutée avec le Kyrie. D'autre part, le répertoire du chant grégorien se construit strictement d'après la connaissance musicale des exécutants. Le Gloria mélismatique n'était pas adapté pour être chanté par l'assemblée. De fait, le chant grégorien attribuait normalement le chant mélismatique aux chantres, à savoir solistes, et partialement à la schola, chœur.
Ce seraient les raisons pour lesquelles les Gloria suivants furent composés avec une cohérence entre les styles syllabique et neumatique. Cette optimisation adapte aisément à l'exécution par l'assemblée. En conséquence, il est normal que le Gloria primus ait été exclu.

#### Version romaine
La composition de nombreux Gloria in excelsis Deo dans le graduel romain n'étaient pas simultanément effectuée. Parmi eux, les Gloria XV, XVI ainsi que XVIII sont les plus anciens :
- Gloria in excelsis Deo XV avec notation (Xe siècle).

Ce Gloria XV est normalement réservé aux fêtes solennelles, probablement en raison de son ancienneté. De même, le Gloria I (Lux et origo) est chanté lors de la célébration pascale. Ces versions furent composées au Xe siècle,.
Parmi ces hymnes dans le graduel romain, le Gloria VIII (début de sa notation au-dessus) est certes fréquemment exécuté le dimanche, avec une dénomination De Angelis. Il s'agit cependant d'une mélodie tardive, fixée au XVIe siècle. C'est la raison pour laquelle cette version néo-grégorienne possède une couleur contemporaine :
- Gloria in excelsis Deo VIII avec notation [écouter en ligne] (XVIe siècle).

Dans le répertoire plus ancien, le IV (Cunctipotens genitor Deus) et le XI (Orbis factor) avaient été composés au Xe siècle. Ceux-ci étaient suivis du Gloria IX (Cum jubilo), celui du XIe siècle. Ils sont donc Gloria grégoriens authentiques et on peut considérer que le répertoire du Gloria avait effectivement été établi dans ces Xe et XIe siècles.
D'ailleurs, le Vatican ne dispose pas de Gloria XVII, car, la messe XVII est réservée aux dimanches de l'Avent et du Carême où l'Église n'exécute aucun Gloria. D'où, le Gloria XVII n'existe pas.

#### GloriaXIV issu duGloriagermanique en grec
Attribué au Xe siècle, le Gloria XIV du Vatican possède une caractéristique particulière, avec son texte irrégulier. Au milieu du XXe siècle, le musicologue Michel Huglo réussit à établir un lien avec le Gloria en grec et pratiqué principalement en Franconie. Comme cette version adoptait la mélodie selon l'accentuation grecque, parfois son texte devait modifier les mots. Ainsi, le terme Quoniam fut remplacé par le Quia, afin d'adapter à deux syllabes du mot grec στι (oti en Franconie). Quant au Gloria vieux-allemand en grec, on compte 11 manuscrits sans notation à partir du IXe siècle et une vingtaine de notations entre les Xe et XIIe siècles. Mais il s'agit des livres de chant de l'Église en Occident,.

### Plain chant musical
Après le Gloria VIII, néo-grégorien, la composition de ce texte en tant que chant liturgique se continuait. Il s'agissait notamment du plain chant musical, particulièrement florissant en France au XVIIe siècle sous le règne de Louis XIV. Le compositeur le plus célèbre était Henry Du Mont. Ses Gloria imitant le chant grégorien étaient cependant loin d'être artistiques. Seulement à la base du mode majeur et du mode mineur, les notes étaient égalisées. La note ♦ indiquait la durée réduite, simplement et strictement la moitié (½). Faute de rythme verbal, il s'agit d'une musique trop simple dans laquelle, de nos jours, les musicologues ne trouvent pas de valeur musicale. Mais, à cette époque-là, la publication de ce genre connaissait un succès considérable, vraisemblablement en raison de ses modes contemporaines, agréables à l'oreille [exemple].

### Reprise musicale
Le Gloria étant un chant qui, faisant partie des messes solennelles, a fait l'objet de nombreuses compositions dont les plus célèbres sont : 
- Claudio Monteverdi (1567 - † 1643) : motet Gloria in excelsis Deo à 7 voix (Selva morale e spirituale, 1640 ou 1641, n° 7) [écouter en ligne] ;
- Marc-Antoine Charpentier (1643 - † 1704) : motet Gloria in excelsis Deo pour le catéchisme, H370, 1695 ? (notice de la BNF) ;
- Antonio Vivaldi (1678 - † 1741) : 3 versions d'hymne Gloria (RV588, RV589 et RV590 (perdu)) [écouter en ligne] (RV589 (notice de la BNF)) ;
- Georg Friedrich Haendel (1685 - † 1759) : Gloria in excelsis Deo pour soprano solo, violons et basse continue, HWV deest (perdue), redécouverte en 2001 à la Royal Academy of Music[10] [écouter en ligne] ;
- Felix Mendelssohn (1809 - † 1847) : Gloria pour 5 solistes, chœur à 4 voix et orchestre, MWA A1, 1822 [partition en ligne (en pdf, partiellement cachée)] [écouter en ligne] ;
- Francis Poulenc (1899 - † 1963) : Gloria pour soprano solo, chœur mixte et orchestre, FP177, 1960 [écouter en ligne] (notice de la BNF).

#### Dictionnaire en ligne
- Robert Le Gall, Dictionnaire de liturgie : Gloria
- Informations lexicographiques et étymologiques de « Gloria »  dans le Trésor de la langue française informatisé, sur le site du Centre national de ressources textuelles et lexicales

#### Article
- Gloria sur la Minute du Jour du Seigneur

#### Neumes en synopsis
- Synopsis des neumes par l'université de Ratisbonne